# باول بارتولوميو
باول بارتولوميو (بالإنجليزية: Paul Bartholomew) هو مهندس معماري أمريكي، ولد في 25 يونيو 1883 في كليفلاند في الولايات المتحدة، وتوفي في 8 ديسمبر 1973 في غرينسبورج في الولايات المتحدة.